# Körömvirág
A körömvirág (Calendula) a fészkesvirágzatúak (Asterales) rendjébe és az őszirózsafélék (Asteraceae) családjába tartozó nemzetség. Nevét onnan kapta, hogy magva a köröm hajlott ívéhez hasonlít. Botanikai neve (Calendula) arra utal, hogy több hónapon (canlendis) keresztül virágzik egyfolytában. Virágzatának jellegzetes sárga színét a karotinoidok adják.  
Már az ókor óta ismert és használt gyógynövény.

## Leírása
Virágai átmérője elérheti a 6 cm-t is, sárga és narancssárga színű nyelves és csöves virágokból állnak.
A telt virágú fajtáknak csak nyelves virágai vannak. Kora tavasztól az első fagyokig folyamatosan nyílnak. 
Levelei finoman szőrözöttek, lándzsa vagy tojás alakúak, váltakozó állásúak.

## Hatóanyagai
Poliszacharid (15%), illóolajok (0,2%), E-vitamin, színezőanyagok, karotinoidok, szaponinok, triterpének (5-15%), kalendulin nevű, sárga színű gyanta, keserűanyag, flavonid (0,5-1%) (izoramentin és kvercetin glikozidok) és C-18 zsírsav.

## Történeti és kulturális vonatkozások
A körömvirág használata az ókori civilizációkig nyúlik vissza. Az ókori görögök és rómaiak a növény szirmait sebek kezelésére, gyulladáscsökkentésre és ételek színezésére alkalmazták. A rómaiak ünnepi koszorúk díszítésére is használták, mivel a növény hosszan virágzik, így egész évben elérhető volt.
A középkori Európában kolostorkertekben gyakran termesztették, és a bencés szerzetesek gyógynövényes kézikönyveiben (pl. Hortus sanitatis) is szerepelt. A népi gyógyászatban vérzéscsillapításra, bőrbetegségek kezelésére és lázcsillapításra is használták. Magyar népi elnevezései között megtalálható a „szegények sáfránya” és az „aranyvirág” is, amelyek a sáfrány helyettesítőjeként való korábbi használatára és a virág színére utalnak.

## Előfordulása
Kedvelt kerti növény, vadon nem fordul elő. Valószínűleg egy dél-európai fajból nemesítették. Alacsony tápanyag igényű, a napos, mérsékelten nedves helyeket kedveli.
Szárazságtűrő. Homokos vagy középkötött talajokban érzi a legjobban magát.

## Gyógyászati hatásmechanizmus
A körömvirág hatóanyagai közül a triterpén szaponinok, flavonoidok és karotinoidok a legjelentősebbek a gyulladáscsökkentő és sebgyógyító hatások szempontjából. A poliszacharidok immunmoduláló tulajdonsággal rendelkeznek, fokozzák a makrofágok aktivitását, így elősegítik a sebgyógyulást és a fertőzések elleni védekezést.
Klinikai vizsgálatok szerint a körömvirágkivonat helyi alkalmazása csökkenti a sugárkezelés okozta bőrgyulladás súlyosságát, és gyorsítja a műtéti sebek gyógyulását. A flavonoidok antioxidáns hatásuk révén védik a sejteket az oxidatív stressz okozta károsodástól, ami hozzájárulhat a gyulladásos folyamatok mérsékléséhez.

## Felhasználása
Régen virágait a drága sáfrány hamisítására használták, de sem aromájában, sem színében nem tudta helyettesíteni azt.
A kertbe ültetve elűzi a gyökérfonalférgeket, és távol tartja a levéltetveket is. Főzete csigaölő. 
Fűszerként az ételeknek sárgás színt, enyhén csípős és kesernyés ízt ad. 
Teljes virága vagy csak a szirmai, de akár a levele vagy a szára is felhasználható.
Gyógynövényként ülőfürdőnek, teának, borogatásnak, tinktúrának alkalmazzák.
Évszázadokon át használták főzésre. A virága gyakori összetevője volt német leveseknek és raguknak. Az angol "pot marigold" kifejezés is erre utal. A "pot" jelentése fazék, míg a "marigold" jelentése körömvirág és egyben női keresztnév is. Az aranysárga színű szirmokat vajak és sajtok színezésére is használták.

## Alkalmazása

### Belsőleg
Több kísérleti modellben bizonyították érképződést serkentő hatását, különösen a hajszálerek növekedését.

### Külsőleg
Tea formájában gyulladáscsökkentő, sebfertőtlenítő, vérzéscsillapító. Főleg visszér, aranyér, napégés, rovarcsípés, pattanás, fekély, ekcéma, bőrkeményedés ellen alkalmazzák.
Friss leve, műtéti hegekre, nehezen gyógyuló sebekre, vérömlenyekre, öregkori májfoltokra, lábgombára.

## Toxikológia és ellenjavallatok
A körömvirág általában biztonságosan alkalmazható külsőleg és belsőleg is, azonban bizonyos esetekben óvatosság szükséges. A fészkesvirágzatúak (Asteraceae) családjára érzékeny személyeknél allergiás kontaktbőrgyulladás léphet fel.  
Belső használata terhesség és szoptatás alatt nem javasolt, mivel állatkísérletekben méhösszehúzó hatást figyeltek meg.  
Orális készítményei elméletileg fokozhatják a véralvadásgátló gyógyszerek hatását, ezért ilyen kezelés alatt álló betegeknél körültekintés javasolt.

## Kulturális és szimbolikus jelentés
A körömvirág számos kultúrában a nap, a hűség és a gyógyulás szimbóluma. Az ókori Indiában templomi szertartások díszeként használták, a virágot az isteneknek ajánlva. Európában a középkorban a népi hiedelmek szerint a körömvirág nyílásából jósolták meg az időjárást: ha reggel nem nyílt ki a virág, esőt vártak.
Az angolszász területeken a „pot marigold” (fazék-körömvirág) név utal arra, hogy a növény gyakran került főzőedénybe levesek és pörköltek színesítésére. A viktoriánus virágnyelvben a körömvirág a szomorúság és a kitartó szeretet kifejezője volt. A modern alternatív gyógyászatban és ökológiai kertészetben a virág a természetes gyógyulás és a fenntartható növényvédelem jelképévé vált.

## Fajok
- Calendula arvensis (Vaill.) L. – mezei körömvirág
- Calendula denticulata Schousb. ex Willd.
- Calendula eckerleinii Ohle
- Calendula incana Willd.
  - Calendula incana subsp. algarbiensis (Boiss.) Ohle
  - Calendula incana subsp. maderensis (DC.) Ohle
  - Calendula incana subsp. microphylla (Lange) Ohle
- Calendula lanzae Maire
- Calendula maritima Guss.
- Calendula maroccana (Ball) Ball
  - Calendula maroccana subsp. maroccana
  - Calendula maroccana subsp. murbeckii (Lanza) Ohle
- Calendula meuselii Ohle
- Calendula officinalis L. – orvosi körömvirág
- Calendula palaestina Boiss.
- Calendula stellata Cav.
- Calendula suffruticosa Vahl
  - Calendula suffruticosa subsp. balansae (Boiss. & Reut.) Ohle
  - Calendula suffruticosa subsp. boissieri Lanza 
  - Calendula suffruticosa subsp. fulgida (Raf.) Guadagno 
  - Calendula suffruticosa subsp. lusitanica (Boiss.) Ohle
  - Calendula suffruticosa subsp. monardii (Boiss. & Reut.) Ohle
  - Calendula suffruticosa subsp. tlemcensis Ohle
- Calendula tripterocarpa Rupr.